# Chaînon Gore
Pour les articles homonymes, voir Gore.
Le chaînon Gore (en anglais : Gore Range) est un chaînon de montagnes américain dans les comtés d'Eagle, Grand, Routt et Summit, au Colorado. Il culmine à 4 135 mètres d'altitude au mont Powell. Il est en partie protégé au sein des forêts nationales de Medicine Bow-Routt, San Isabel et White River.

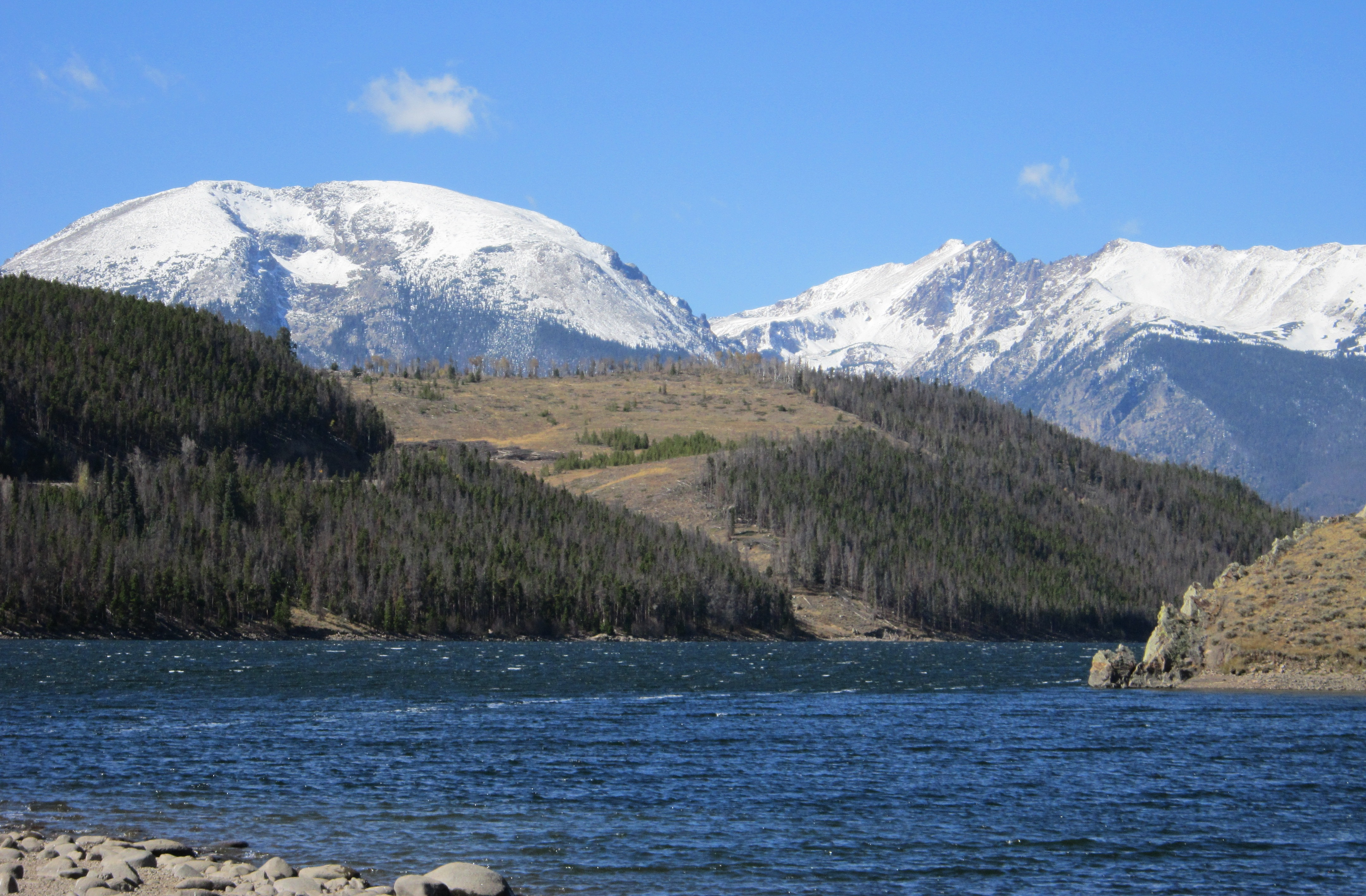
Vue de l'extrémité méridionale du chaînon Gore depuis le réservoir Dillon.